# !!! (album)
Pour le groupe, voir !!!.
Albums de !!!
- Louden Up Now
(2004)
!!! est le premier album studio du groupe de rock indépendant !!!. Il est sorti en 2001 sur le label Gold Standard Laboratories.

## Accueil par la critique
Johnny Loftus, pour Allmusic, déclare que « Sur cet album, !!! détruit l'axiome selon lequel les groupes influencés par un post-punk anguleux sont formés de misanthropes austères qui portent des photos de Ian Curtis dans leur portefeuilles. Hautement recommandé. »

## Liste des pistes

### Version CD
| No | Titre                          | Durée |
| -- | ------------------------------ | ----- |
| 1. | The Step                       | 6:08  |
| 2. | Hammerhead                     | 5:04  |
| 3. | KooKooKa Fuk-U                 | 7:26  |
| 4. | Storm the Legion               | 5:48  |
| 5. | There's No Fucking Rules, Dude | 8:49  |
| 6. | Intensify                      | 6:54  |
| 7. | Feel Good Hit of the Fall      | 5:15  |

### Version LP
| 1. | The Step                  | 6:08 |
| 2. | Hammerhead                | 5:04 |
| 3. | Storm the Legion          | 5:48 |
| 4. | Feel Good Hit of the Fall | 5:15 |

| 1. | Intensify                      | 6:54 |
| 2. | KooKooKa Fuk-U                 | 7:26 |
| 3. | There's No Fucking Rules, Dude | 8:49 |

## Personnel
- Mario Andreoni – guitare
- Justin Van Der Volgen – guitare, basse
- Nic Offer – chant
- Dan Gorman – trompette, percussions
- Tyler Pope – guitare
- Allan Wilso  – saxophone, percussions
- John Pugh – batterie, percussions